# Lucia Di Guglielmo
Lucia Di Guglielmo (* 26. Juni 1997 in Pisa) ist eine italienische Fußballspielerin. Sie steht derzeit bei AS Rom unter Vertrag und spielte 2021 erstmals für die italienische Nationalmannschaft.

## Karriere

### Vereine
Lucia Di Guglielmo begann ihre Karriere 2011 bei ASD Valdarno. 2012 benannte sich der Verein in ASD Castelfranco um, ehe 2016 der FC Empoli die Mannschaft übernahm. Im Juli 2021 wechselte sie von Empoli zu AS Rom. 2023 verlängerte sie dort vorzeitig ihren Vertrag bis Sommer 2026.

### Nationalmannschaft
Di Guglielmo absolvierte 2019 ein Spiel für die italienische U-23-Mannschaft. Am 24. Februar 2021 kam sie bei einem Spiel gegen Israel im Rahmen der Qualifikation zur Fußball-Europameisterschaft 2022 erstmals für die italienische Nationalmannschaft zum Einsatz, als sie für Valentina Bergamaschi eingewechselt wurde. Mit der Nationalmannschaft nahm sie auch am Algarve-Cup 2022 und an der Fußball-Europameisterschaft der Frauen 2022 teil. Bei der Europameisterschaft kam sie in allen drei Gruppenspielen zum Einsatz, wobei sie einmal eingewechselt wurde und zweimal von Beginn an spielte.

## Erfolge
- Italienische Meisterin: 2022/23, 2023/24
- Italienische Pokalsiegerin: 2023/24
- Italienische Supercupsiegerin: 2022

Auszeichnungen
- Team des Jahres der Serie A: 2024